# Goleminov Point
Der Goleminov Point (englisch; bulgarisch Големинов нос Goleminow nos) ist eine 0,4 km lange Landspitze an der Nordwestküste der Alexander-I.-Insel vor der Westküste der Antarktischen Halbinsel. Sie liegt 6,17 km südöstlich des Kamhi Point, 24,9 km südsüdöstlich des Kap Wostok und 6 km nordwestlich von Dint Island. Die Landspitze ragt südöstlich der Mündung des Manolow-Gletschers in westlicher Richtung in die Lasarew-Bucht hinein.
Britische Wissenschaftler kartierten sie 1971. Die bulgarische Kommission für Antarktische Geographische Namen benannte sie 2017 nach dem bulgarischen Komponisten Marin Goleminow (1908–2000).